# Сабіль в Сараєві
Сабіль в Сараєві — Османський за стилем дерев'яний фонтан (сабіль) в центрі площі Башчаршія в Сараєві побудований Мехмед Паша Кукавіца в 1753 році. Він був перенесений австрійським архітектором Олександром Віттеком у 1891 р.

## Репліки
У Бірмінгемі відтворений в натуральну величину, використовуючи традиційні боснійські техніки дизайну та ремесел у поєднанні з сучасними цифровими технологіями.
У Белграді, Сербія, є копія сараєвського «Сабіля», подарованого містом Сараєвом в 1989 році. Ще одну копію в Сент-Луїсі, штат Міссурі, США, боснійська громада подарувала місту Сент-Луїс на 250-річчя міста. Третя копія — у Новому Пазарі, також подарунок від міста Сараєва.
У 2018 році в місті Рожає, Чорногорія, завершено ще одну копію.

## Галерея

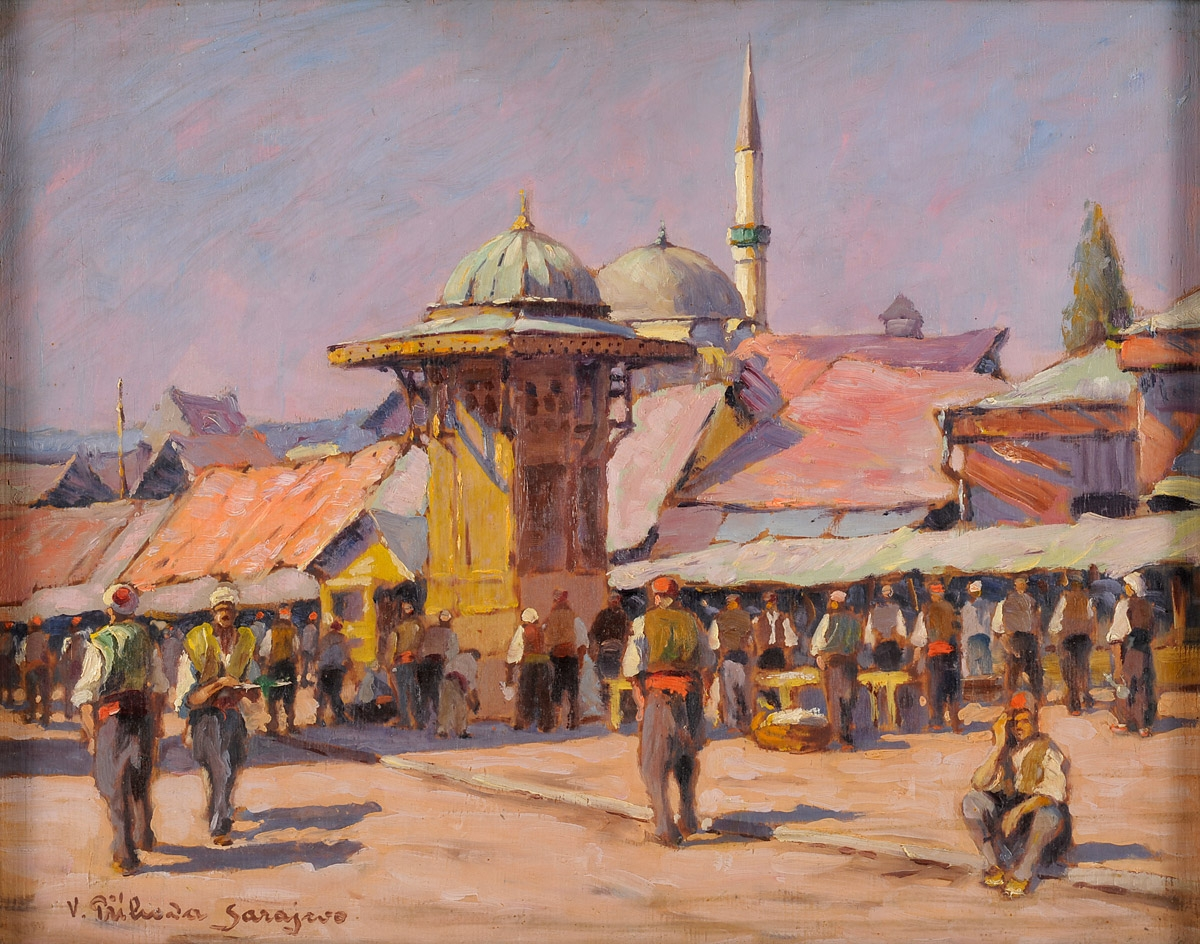
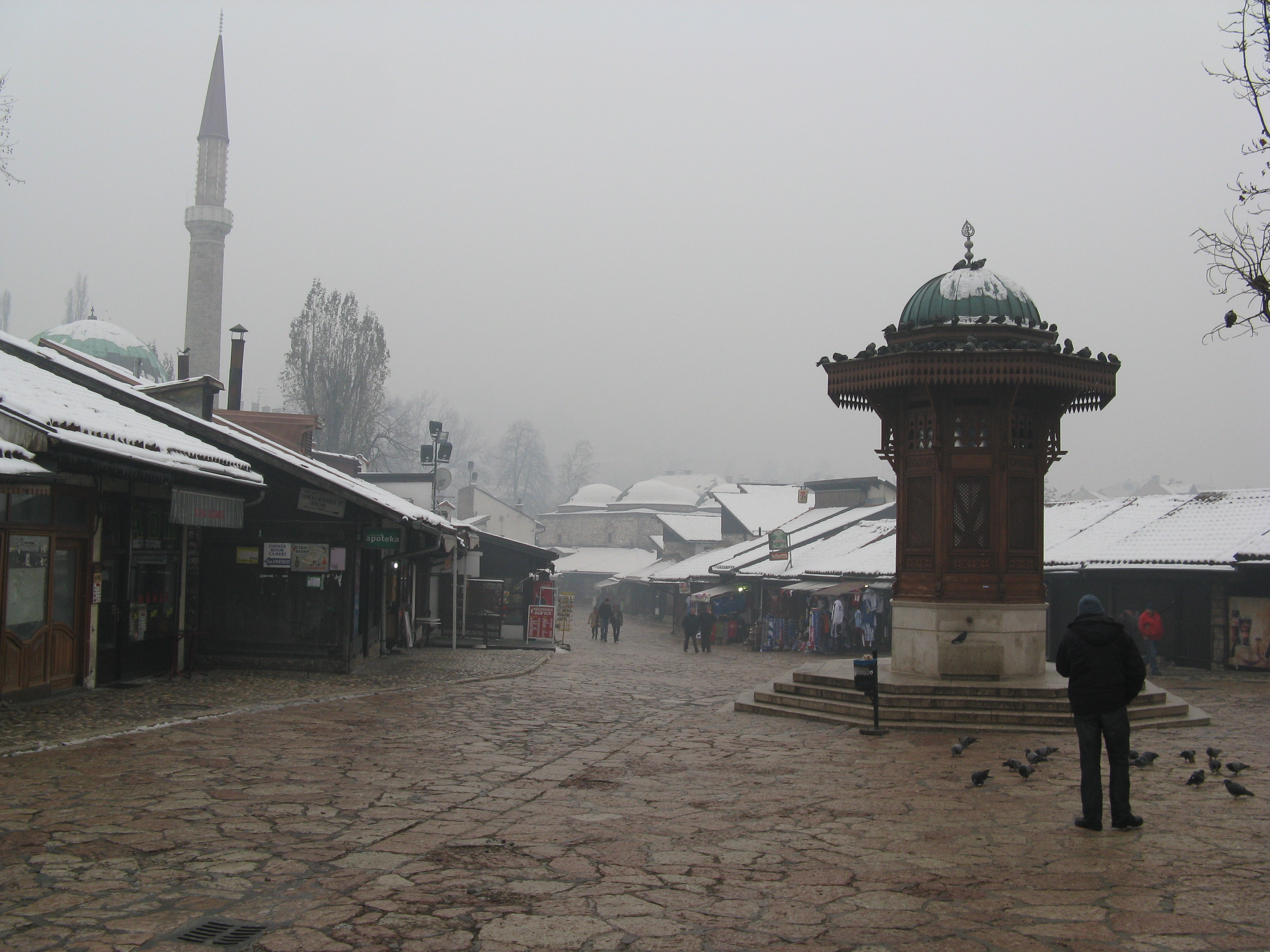
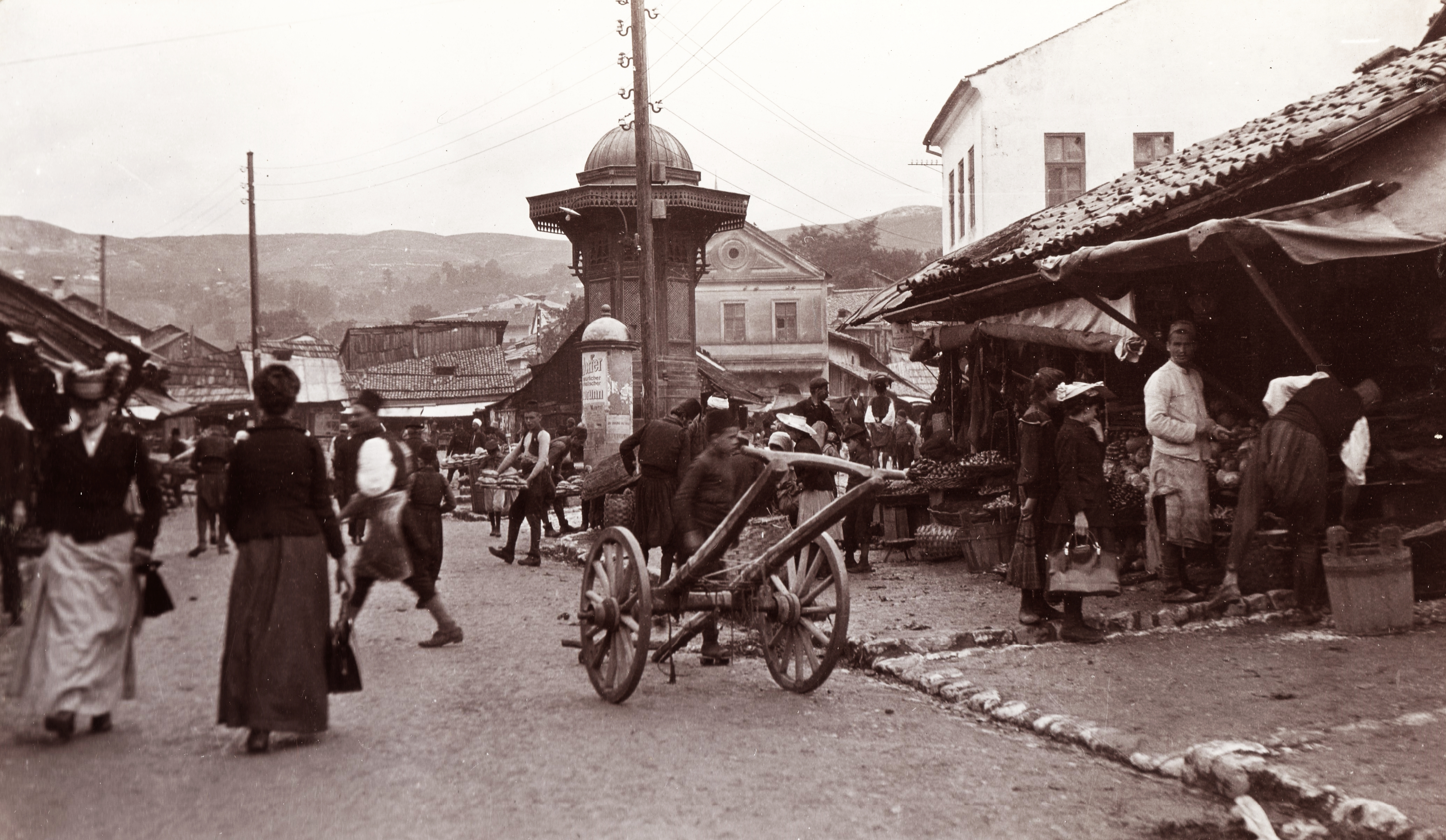
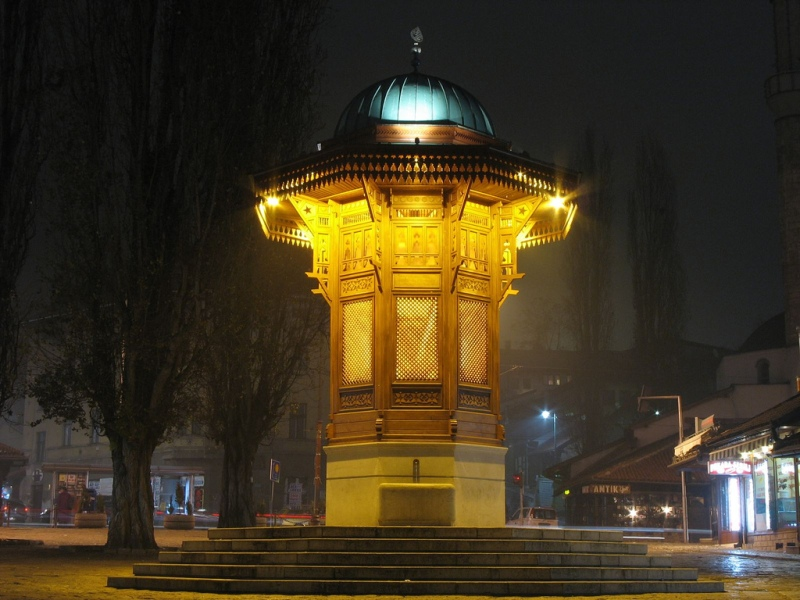